# Cotu Grosului, Bacău
Cotu Grosului este un sat în comuna Filipești din județul Bacău, Moldova, România.